# Žluva hajní
Žluva hajní (Oriolus oriolus) je středně velký druh zpěvného ptáka z čeledi žluvovitých (Oriolidae).

## Taxonomie
Rozlišují se 2 poddruhy:
- O. o. oriolus (Linnaeus, 1758) – severozápadní Afrika, Evropa, západní Sibiř
- O. o. kundoo Sykes, 1832 – střední a jižní Asie

## Popis
Pestře zbarvený pták velikosti kosa černého, délka těla 24–25 cm, hmotnost se pohybuje mezi 42–102 g. Samec je zářivě žlutý, s kontrastující černou uzdičkou, křídly a ocasem. Uprostřed složeného křídla je žlutá skvrna, na ocase dva žluté pruhy. Samice je vybarvena nenápadně, svrchu olivově zeleně a zespodu špinavě bíle s podélnými jemnými proužky. Uzdičku má šedavou. Některé starší samice mohou být zespodu žluté, nečárkované a tudíž dost podobné samcům, dají se však poznat podle šedavé uzdičky a částečně zelenavých ramenních letek a středních ocasních per. Mladý pták je podobný samici. Zobák dospělého je hnědorůžový a mladého tmavě hnědý nebo šedý, nohy olivově modrošedé.
Vábení je drsné „vík“, zpěv hlasité flétnovité „dylióliju“.

## Rozšíření
Žluva hajní je rozšířena ve většině Palearktu, východně po Altaj a Indii. Severní hranice areálu v Evropě prochází jihovýchodem Britských ostrovů, Dánskem a jižním Švédskem a pozvolna se posunuje k severu. Tažný druh, s hlavními zimovišti ve východní a jihovýchodní Africe. Evropská populace je stabilní a čítá více než 3 400 000 párů.

## Výskyt v Česku
V Česku hnízdí pravidelně, ale nepříliš početně, hlavně v nížinách. Celková početnost byla v letech 1985–89 i 2001–03 odhadnuta na 8000–16 000 párů.
Přílet na naše území probíhá na přelomu dubna a května, na zimoviště odlétá počátkem září.
Vyskytuje se ve světlých listnatých lesích, sadech apod.

## Hnízdění

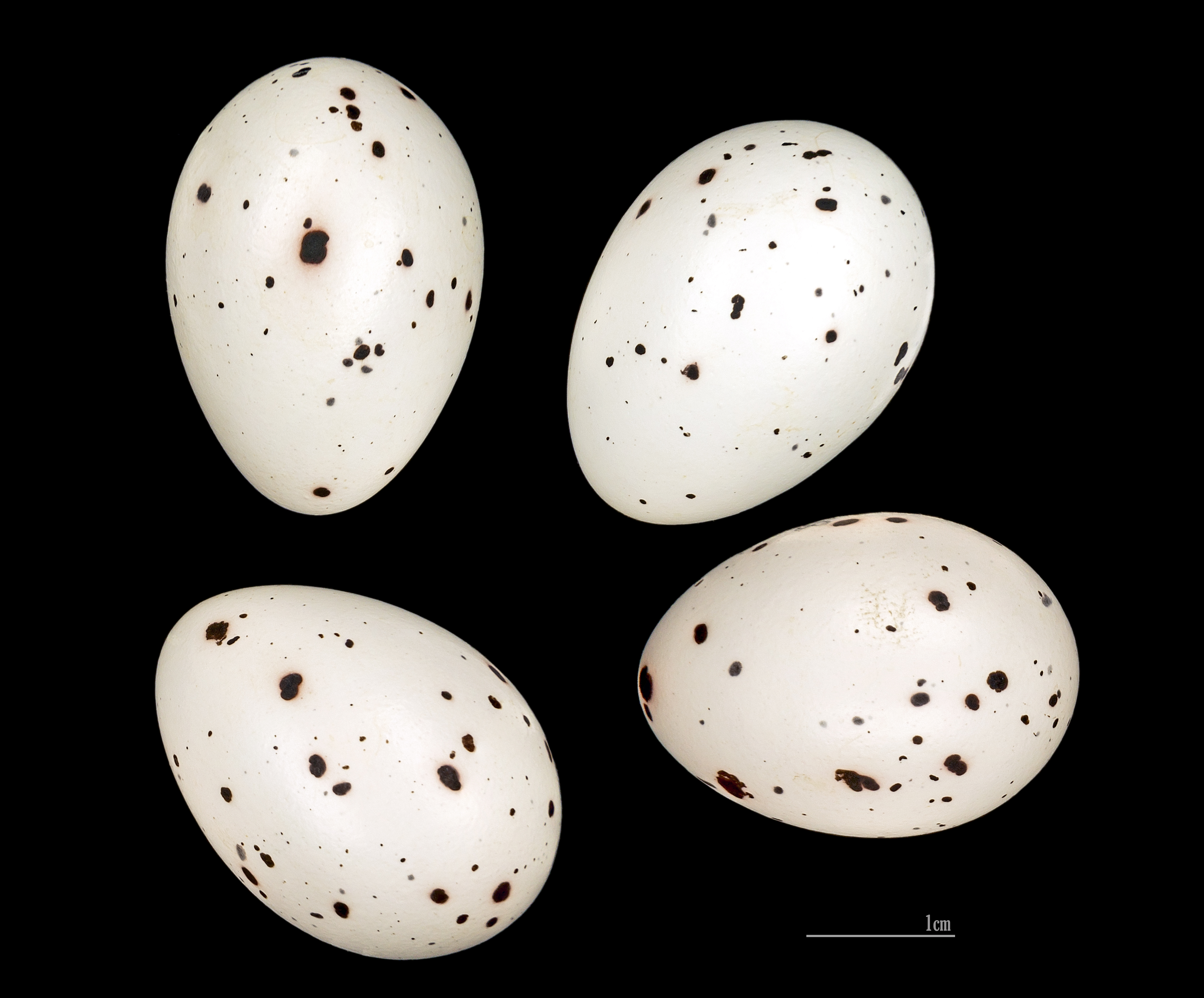
Vejce žluvy hajní

Hnízdí jednotlivě. Samec se na hnízdišti objevuje o týden dříve než samice a ihned po příletu začíná obhajovat hnízdní okrsek. Hnízdo si splétá z trávy ve vodorovně rostlých vidlicích větví, obvykle vysoko v korunách stromů. Hnízdí 1× ročně od května do července, s případnou náhradní snůškou. Samice klade 3–5 bílých, jemně černě skvrnitých vajec o rozměrech 30,48 × 21,25 mm. Snášena jsou denně, sezení začíná od snesení posledního vejce. Inkubace trvá 14–17 dnů, sedí pouze samice, kterou samec krmí. Mláďata jsou krmena oběma rodiči a hnízdo opouštějí po 14–15 dnech. S rodiči zůstávají až do odletu na zimoviště. Většina ztrát je způsobena predací (hlavně krkavcovitými a veverkami) a nepříznivým počasím. Pohlavní dospělosti dosahují v 1. roce života, nejvyšší známý věk kroužkovaného ptáka je 14 let a 10 měsíců.

## Potrava
Živí se různými bezobratlými (hmyzem, pavouky, měkkýši) a dužnatými plody, např. moruše, střemchy, vinné révy, třešně.